# Луэна (Ангола)
Луэ́на (порт. Luena) — город в Анголе, столица провинции Мошико. До 1975 года носил название Ви́ла-Лу́зу.

## Население
Население на 2010 год — 86 784 человека.
Динамика изменения численности населения:
| Год  | Население |
| ---- | --------- |
| 1970 | 2539      |
| 2010 | 86 784    |

## Климат
Расположен на высоте 1300 метров над уровнем моря. Среднегодовая температура воздуха — 21,4°С. Годовая сумма осадков — 1191 мм. Наибольшее их количество выпадает с декабря по январь, наименьшее — с июня по август. Среднегодовая скорость ветра — 4,95 м/с.
| Показатель              | Янв.  | Фев.  | Март  | Апр.  | Май   | Июнь | Июль  | Авг.  | Сен.  | Окт.  | Нояб. | Дек. | Год  |
| ----------------------- | ----- | ----- | ----- | ----- | ----- | ---- | ----- | ----- | ----- | ----- | ----- | ---- | ---- |
| Средняя температура, °C | 21,13 | 21,26 | 21,29 | 21,47 | 21,19 | 19,1 | 19,11 | 21,68 | 24,24 | 23,27 | 21,72 | 21,3 | 21,4 |
| Норма осадков, мм       | 214   | 182   | 198   | 97    | 6     | 0    | 0     | 1     | 20    | 91    | 164   | 218  | 1191 |
| Источник: Gaisma        |       |       |       |       |       |      |       |       |       |       |       |      |      |

## Историческая известность
Положение Вила-Лузу—Луэны как административно-политического центра Мошико и узлового пункта Бенгельской железной дороги определило важное стратегическое значение города. Во время гражданской войны за город велись ожесточённые бои между правительственными войсками МПЛА и повстанческими формированиями УНИТА.
Луэна приобрела всемирную известность в феврале—апреле 2002 года. 22 февраля 2002 в бою с правительственными войсками был убит лидер УНИТА Жонас Савимби. После этого начались переговоры между правительством МПЛА и новым руководством УНИТА. Именно в Луэне 4 апреля 2002 был подписан Меморандум о взаимопонимании, завершивший гражданскую войну.
В течение 17 лет в Луэне находилась могила Жонаса Савимби. 1 июня 2019 Савимби был перезахоронен в родовом селении Лопитанга, принадлежащем к муниципалитету Андуло.